# Turi-Kovács Béla
Turi-Kovács Béla (Endrőd, 1935. december 2. – Szentendre, 2023. november 3.) magyar ügyvéd, politikus, országgyűlési képviselő (1998-tól haláláig), környezetvédelmi miniszter (2000–2002). 2014-től haláláig az Országgyűlés korelnöke volt.

## Életpályája
Az Eötvös Loránd Tudományegyetem Állam- és Jogtudományi Karára járt, de 56-os tevékenysége miatt kizárták az egyetemről. Végül 1959-ben diplomázott, de 1963-ig a Vízműveknél dolgozott mint segédmunkás, majd mint úszómester. 1963-tól Szentendrén ügyvéd.
1985 és 1990 között Szentendrén a városi tanács tagja, majd 1994-ig önkormányzati képviselő. 1956-ban belépett az FKgP-be, amelynek 1994 után újra tagja lett. Közben 1988 és 1990 között az MDF tagja. 1996-ban az FKgP Pest megyei elnöke, majd 1998-ban országos főtitkár-helyettes lett. 1998-ban a párt Pest megyei listáján bekerült az Országgyűlésbe, a környezetvédelmi bizottság alelnöke és általános frakcióvezető-helyettes 2000-ig.
2000-ben a lemondott Ligetvári Ferenc helyére nevezték ki környezetvédelmi miniszternek. 2001-ben a kisgazdák második pártszakadása közben kizárták a pártból. Ezután más kizárt politikussal megalapította a Kisgazda Polgári Egyesületet, amelynek elnöke lett. Választási megállapodást kötött a Fidesszel, melynek során 2002-ben a párt országos listájáról újra bekerült az Országgyűlésbe. A kormányváltás után átvette az Országgyűlés környezetvédelmi bizottságának elnöki posztját. A Fidesz-frakció helyettes vezetője.
2006-ban újra a Fidesz országos listájáról került be az Országgyűlésbe. A választások után több volt kisgazda politikus önálló kisgazda frakció megalakítását kérték tőle. Turi-Kovács ezt időszerűtlennek tartotta. Az önkormányzati választások előtt pártja több kisgazda szervezettel (FKGP, MAGOSZ) együtt létrehozta a Kisgazda Szövetséget. 2010-ben a Fidesz Pest megyei területi listájáról szerzett országgyűlési mandátumot. 2014-ben az Fidesz és a KDNP közös országos listájáról jutott be az Országgyűlésbe, a parlamenti ciklus alakuló ülésének ő volt a korelnöke. Négy és nyolc évvel később szintén országos listás mandátumot szerzett, s ő látta el a korelnöki teendőket.
Egy hónappal a 88. születésnapja előtt, 2023. november 3-án hunyt el.

## Családja
Nős volt, felesége irodavezető. Egy fiúgyermekük van.